# Przyborów (powiat sulęciński)
Przyborów – wieś w Polsce położona w województwie lubuskim, w powiecie sulęcińskim, w gminie Słońsk.
W latach 1975–1998 miejscowość należała administracyjnie do województwa gorzowskiego.

## Położenie
Przyborów jest położony nad rzeką Postomią i znajduje się blisko granicy Parku Narodowego Ujście Warty. Pierwsza wzmianka o wsi pochodzi z 1354 roku, gdzie Brätrig pisze o „Pribrovie”. Przyborów stanowi zwartą zabudowę z miejscowością Słońsk.

## Nazwa
W przeszłości miejscowość zwała się również Prybero, Bribrow, Pribo, Pribow, Braiburg. 

## Opis
Wieś jest typowo rybacka – dawniej dominowali tu osadnicy trudniący się rybołówstwem, obecnie zajęcie to przekształciło się w popularne hobby. Walorem turystycznym miejscowości jest tzw. „Betonka”, betonowa droga (stąd nazwa) przecinająca łąki zalewowe nad Postomią (prowadzi nią ścieżka przyrodnicza „Ptasim szlakiem”). Co parę kilometrów znajduje się punkt informacyjny i miejsce do odpoczynku lub obserwacji zwierząt w parku narodowym.